# Luis Amado-Blanco
Luís Amado-Blanco y Fernández (Oviedo, 4 april 1903 - Vaticaanstad, 9 maart 1975), was een Cubaans diplomaat. 
Amado-Blanco werd in Asturië, Spanje, geboren. Hij studeerde medicijnen. Hij was correspondent van El Heraldo de Madrid in Cuba. In 1933 vestigde hij zich definitief in Havana, doch was ook enige tijd in Mexico. Na de Cubaanse Revolutie (1959) was hij van 1959 tot 1962 de eerste revolutionaire ambassadeur van Cuba in Portugal. Hij was ambassadeur van Cuba in het Vaticaan (1962-1975) en van 1963 tot 1975 deken van het corps diplomatique aldaar. Hij was zowel radicaal als rooms-katholiek.
Van zijn hand verschenen enkele boeken en dichtbundels.